# Thomas Augustinussen
Thomas Augustinussen, né le 20 mars 1981, est un footballeur international danois. Il joue au poste de milieu de terrain avec l'équipe danoise du AaB Ålborg.

## Biographie
Thomas Augustinussen est un pur produit de la formation danoise, il entre au centre de formation d'AaB Ålborg en 1994 à l'âge de 13 ans. Il commence sa carrière professionnelle dans le même club lors de la saison 1999-2000.
Depuis il n'a pas quitté le club de ses débuts, et est un titulaire à part entière. Il est même promu capitaine lors de la saison 2008-09.
Il a été sélectionné dans les équipes jeunes danoises où il était utilisé en tant qu'attaquant car doté d'une très bonne vitesse malgré sa grande taille, puis il reculera au milieu de terrain.
Le 1er juin 2008, il honore sa première sélection avec l'équipe danoise lors d'un match amical contre la Pologne, il rentre à la 78e minutes à la place de Christian Poulsen (1-1).
Lors du marché estival de 2009, il signe en Autriche au Red Bull Salzbourg pour 1M€ .
Il rompt son contrat en janvier 2011, et retourne dans son ancien club du AaB Ålborg.

## Palmarès
| - AaB Ålborg - Coupe du Danemark - Finaliste : 2009. - Championnat du Danemark - Vainqueur : 2008 et 2014 | - Red Bull Salzbourg - Championnat d'Autriche - Vainqueur : 2010. |

## Carrière
| Saison          | Club               | Pays                               | Championnat        | Coupes nationales | Coupes d’Europe         | Sélection Danemark |
| --------------- | ------------------ | ---------------------------------- | ------------------ | ----------------- | ----------------------- | ------------------ |
| 1999 - 2000     | AaB Ålborg         | SAS Ligaen                         | 1 match            | -                 | -                       | -                  |
| 2000 - 2001     | AaB Ålborg         | SAS Ligaen                         | 20 matchs / 4 buts | -                 | 1 match (CI)            | -                  |
| 2001 - 2002     | AaB Ålborg         | SAS Ligaen                         | 16 matchs / 3 buts | -                 | -                       | -                  |
| 2002 - 2003     | AaB Ålborg         | SAS Ligaen                         | 27 matchs / 4 buts | -                 | -                       | -                  |
| 2003 - 2004     | AaB Ålborg         | SAS Ligaen                         | 31 matchs / 2 buts | -                 | -                       | -                  |
| 2004 - 2005     | AaB Ålborg         | SAS Ligaen                         | 32 matchs / 4 buts | -                 | 4 matchs (C3)           | -                  |
| 2005 - 2006     | AaB Ålborg         | SAS Ligaen                         | 27 matchs / 4 buts | -                 | -                       | -                  |
| 2006 - 2007     | AaB Ålborg         | SAS Ligaen                         | 11 matchs / 1 but  | -                 | -                       | -                  |
| 2007 - 2008     | AaB Ålborg         | SAS Ligaen                         | 26 matchs / 2 buts | -                 | 5 matchs (C3)           | 1 match            |
| 2008 - 2009     | AaB Ålborg         | SAS Ligaen                         | 32 matchs / 5 buts | 6 matchs / 1 but  | 10 + 4 matchs (C1 + C3) | 1 match            |
| 2009 - 2010     | Red Bull Salzbourg | Österreichische Fußball-Bundesliga | 12 matchs          | 2 matchs          | 4 + 1 matchs (C1 + C3)  | -                  |
| 2010 - jan.2011 | Red Bull Salzbourg | Österreichische Fußball-Bundesliga | 9 matchs           | 2 matchs          | 1 + 3 matchs (C1 + C3)  | -                  |
| jan.2011 - 2011 | AaB Ålborg         | SAS Ligaen                         | 14 matchs / 2 buts | -                 | -                       | -                  |
| 2011 - 2012     | AaB Ålborg         | SAS Ligaen                         | 29 matchs / 3 buts | -                 | -                       | -                  |
| 2012 - 2013     | AaB Ålborg         | SAS Ligaen                         | 25 matchs / 2 buts | -                 | -                       | -                  |

Dernière mise à jour le 27 mai 2013